# Hohes Rad
Hohes Rad – szczyt w paśmie Silvretta w Alpach Retyckich osiągający 2934 m n.p.m. Leży na granicy dwóch austriackich krajów związkowych: Vorarlbergu na zachodzie oraz Tyrolu na wschodzie. U jego północnych podnóży leży przełęcz Bielerhöhe, poprzez którą Hohes Rad sąsiaduje z Bieler Spitze. W pobliżu leży także sztuczny zbiornik wodny – Silvretta.
Najbliżej położonym schroniskiem jest Wiesbadener Hütte na wysokości 2443 m. Szczyt można także zdobyć z przełęczy Bielerhöhe.

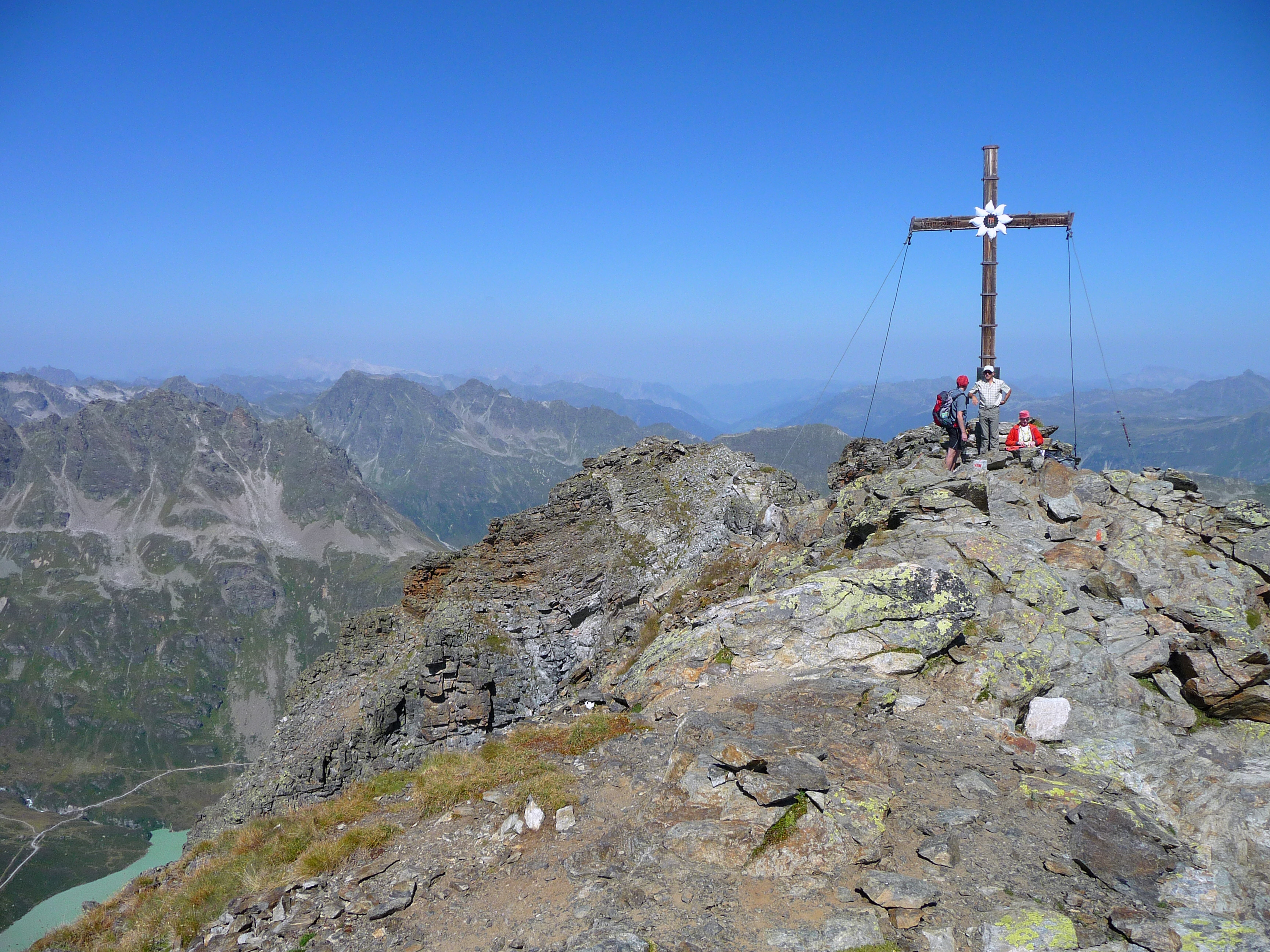
Krzyż na szczycie
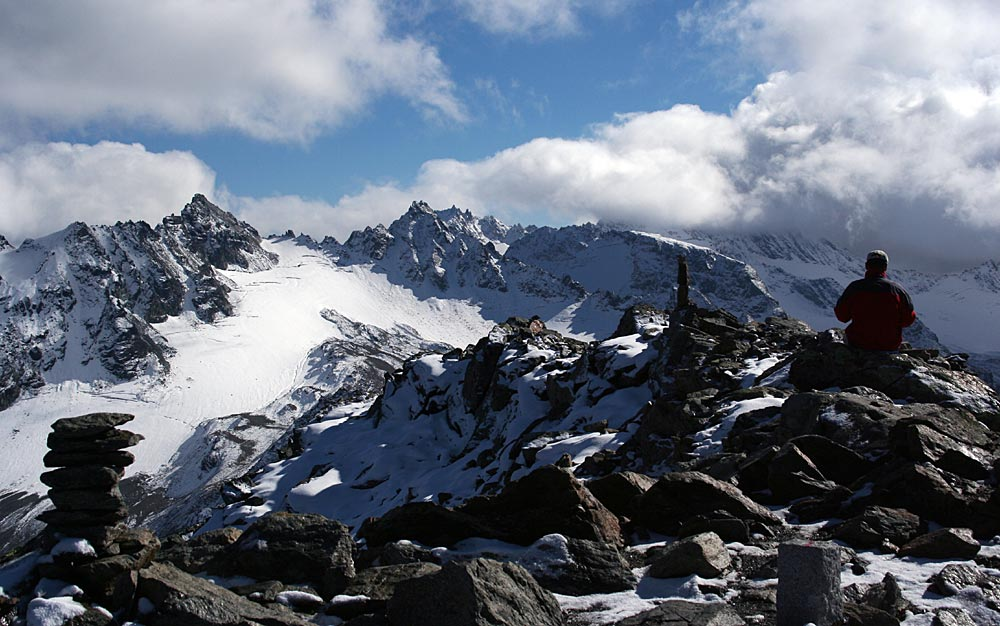
Widok ze szczytu